# جحيم تحت الأرض (فلم)
جحيم تحت الأرض  هو فيلم مصري عرض عام 2001، من إخراج نادر جلال (وهو آخر فيلم يخرجه)، ومن بطولة كمال الشناوي، وسمير صبري، ورغدة ومن تأليف بهيج إسماعيل.

## قصة الفيلم
تدور أحداث الفيلم حول التاجر اليهودي زكي داود والذي يتاجر بالأسلحة التي خلفتها الحرب العالمية الثانية بمنطقة العلمين بمساعدة الكولونيل الإنجليزي كولينز لتهريب السلاح لإسرائيل، ويعمل الشاب المصري غازي ضمن صفوف المقاومة للمحتل الإنجليزي حيث يخدع زكي اليهودي العامل مع القوات الإنجليزية في تجارة الأسلحة ويصبح مساعده الأول. ويحاول مع زملائه منع عملية تهريب الأسلحة

## طاقم العمل
- كمال الشناوي (التاجر زكي داوود)
- سمير صبري (غازي)
- عزت أبو عوف(كولنز)
- رغدة(اليزابيث)
- أحمد فؤاد سليم (الشيخ فضل شيخ البدو)
- احمد بدير(امين ابن الشيخ فضل)
- عايدة رياض (غالية)
- عبد العزيز مخيون(عزت)
- السيد راضي(عم شعبان)
- احمد راتب(الخواجة صنوع)
- أحمد التهامي(عزرا)[3][4][5]

## إيرادات الفيلم
حقق فيلم جحيم تحت الأرض عند عرضه في عام 2001 إيرادات بلغت 70ألف جنيه حاز الفيلم عند عرضه على إعجاب الفنانين لما يحتويه من قضايا مهمة تتعلق بانتشار الألغام في الصحراء الغربية منذ الحرب العالمية الثانية حتى الآن والدعوة إلى إيجاد حل دولي لها. تمت إعادة عرض الفيلم عام 2019 في قصر السينما المصري

## وصلات خارجية
- مقالات تستعمل روابط فنية بلا صلة مع ويكي بيانات